# Élections sénatoriales de 2004 à Saint-Pierre-et-Miquelon
Les élections sénatoriales à Saint-Pierre-et-Miquelon ont eu lieu le dimanche 26 septembre 2004. Elles ont eu pour but d'élire le sénateur représentant la collectivité au Sénat pour un mandat de sept années.

## Contexte local
Lors des élections sénatoriales du 24 septembre 1995 à Saint-Pierre-et-Miquelon, un sénateur divers droite a été élu, Victor Reux.
Depuis, tous les effectifs du collège électoral des grands électeurs ont été renouvelés, avec les élections législatives françaises de 2002 et les élections municipales françaises de 2001.

## Sénateur sortant
| Sénateur | Sénateur    | Parti | Fonctions lors de l'élection en 1995 |
| -------- | ----------- | ----- | ------------------------------------ |
|          | Victor Reux | PRA   | Conseiller général                   |

## Présentation des candidats et des suppléants
Le nouveau représentant est élu pour une législature de 7 ans au suffrage universel indirect par les 38 grands électeurs de la collectivité. À Saint-Pierre-et-Miquelon, le sénateur est élu au scrutin majoritaire à deux tours. Leur nombre reste inchangé, 1 sénateur est à élire. Ils sont 5 candidats dans la collectivité, chacun avec un suppléant.
| T/S | Candidats | Candidats         | Parti | Principale fonction                                      |
| --- | --------- | ----------------- | ----- | -------------------------------------------------------- |
| T   |           | Karine Claireaux  | DIA   | Conseillère générale, maire de Saint-Pierre              |
| S   |           |                   | DIA   |                                                          |
| T   |           | Marc Plantegenest | DIA   | Président du conseil général                             |
| S   |           |                   | DIA   |                                                          |
| T   |           | Yannick Cambray   | CSA   | Conseiller général, conseiller municipal de Saint-Pierre |
| S   |           |                   | CSA   |                                                          |
| T   |           | Yannick Abraham   | CNIP  | Conseiller général                                       |
|     |           |                   | CNIP  |                                                          |
| T   |           | Denis Detcheverry | AD    | Maire de Miquelon-Langlade                               |
| S   |           |                   | AD    |                                                          |

## Résultats
| Candidat et parti politique | Candidat et parti politique | Candidat et parti politique | Premier tour | Premier tour | Second tour | Second tour |
| Candidat et parti politique | Candidat et parti politique | Candidat et parti politique | Voix         | %            | Voix        | %           |
| --------------------------- | --------------------------- | --------------------------- | ------------ | ------------ | ----------- | ----------- |
|                             | Karine Claireaux            | DIA                         | 13           | 34,21        | 18          | 48,65       |
|                             | Marc Plantegenest           | DIA                         | 11           | 28,95        | Retrait     | Retrait     |
|                             | Denis Detcheverry           | AD                          | 6            | 15,79        | 19          | 51,35       |
|                             | Yannick Cambray             | CSA                         | 5            | 13,16        | Retrait     | Retrait     |
|                             | Yannick Abraham             | CNIP                        | 3            | 7,89         | Retrait     | Retrait     |
|                             |                             |                             |              |              |             |             |
| Inscrits                    | Inscrits                    | Inscrits                    | 38           | 100,00       | 38          | 100,00      |
| Abstentions                 | Abstentions                 | Abstentions                 | 0            | 0,00         | 0           | 0,00        |
| Votants                     | Votants                     | Votants                     | 38           | 100,00       | 38          | 100,00      |
| Blancs et nuls              | Blancs et nuls              | Blancs et nuls              | 0            | 0,00         | 1           | 2,63        |
| Exprimés                    | Exprimés                    | Exprimés                    | 38           | 100,00       | 37          | 97,37       |